# هوی روچی
هوی روچی (انگلیسی: Hui Ruoqi؛ زادهٔ ۴ مارس ۱۹۹۱) بازیکن والیبال اهل چین است.
از افتخارات وی میتوان به کسب مدال طلا به همراه تیم ملی والیبال زنان چین در بازی‌های المپیک تابستانی ۲۰۱۶ اشاره کرد.